# Constanze Dahnová
Constanze Dahnová, nepřechýleně Dahn, rozená Le Gaye, (12. června 1814, Kassel – 26. března 1894, Mnichov) byla německá herečka francouzského původu.

## Životopis
Narodila se jako nejmladší dcera kapelníka Le Gaye a jeho manželky Antoinette, rozené Schäferové. Oba rodiče byli hudebníky u královského vestfálského dvora Jérôma Bonaparte v Kasselu, kde jejich dcera získala první umělecké zkušenosti. V roce 1821 debutovala jako sedmiletá v „Donauweibchen“ v Altes Theater v Düsseldorfu.
Vstoupila do hamburského městského divadla a později do Thalia Theater. Zde ztvárnila Gretchen ve Faustovi, svou nejslavnější roli. Jejím hereckým partnerem byl Heinrich Marr.
V roce 1831 se seznámila s hercem Friedrichem Dahnem, za kterého se 15. dubna 1833 v Hamburku provdala. Narodili se jim dva synové: Felix (* 1834) a Ludwig (* 1843) a dcera, Konstanze (* 1846). V roce 1850 bylo manželství rozvedeno.
V červnu 1833 hostovala Constanze v královském dvorním divadle v Mnichově a okamžitě získala stálé angažmá. Se svou hereckou kariérou se zde rozloučila 1. října 1865.
Zemřela v 80 letech a je pohřbena na jižním mnichovském hřbitově. Ernst von Possart ji posmrtně nazval „mnichovskou Duseovou“.

## Role (výběr)
- Donauweibchen – Das Donauweibchen (Ferdinand Kauer)
- Gretchen – Faust. Eine Tragödie (Johann Wolfgang von Goethe)
- Klärchen – Egmont (Johann Wolfgang von Goethe)
- Louis – Pariser Taugenichts (Carl Toepfer)
- Johanna – Die Jungfrau von Orléans (Friedrich Schiller)
- Yelva – Yelva, die russische Waise (Eugène Scribe)
- Minna – Minna von Barnhelm (Gotthold Ephraim Lessing)
- Fadette – Die Grille (Charlotte Birch-Pfeiffer)
- vévodkyně z Parmy – Egmont (Johann Wolfgang von Goethe)